# Gartentherapie
Die Gartentherapie „...umfasst den zielgerichteten Einsatz der Natur zur Steigerung des psychischen und physischen Wohlbefindens der Menschen“  und bietet einen ganzheitlichen und kostengünstigen Ansatz für verschiedene Klienten, zu denen, neben Kindern und Jugendlichen, psychosomatisch und psychiatrisch Erkrankte, sowie geriatrische oder demenziell veränderte Menschen zählen. Dabei wird Gartentherapie sowohl in Therapieeinrichtungen, als auch ambulant als wirksame Ergänzung oder Alternative zu den herkömmlichen therapeutischen Strategien eingesetzt.

## Definitionen

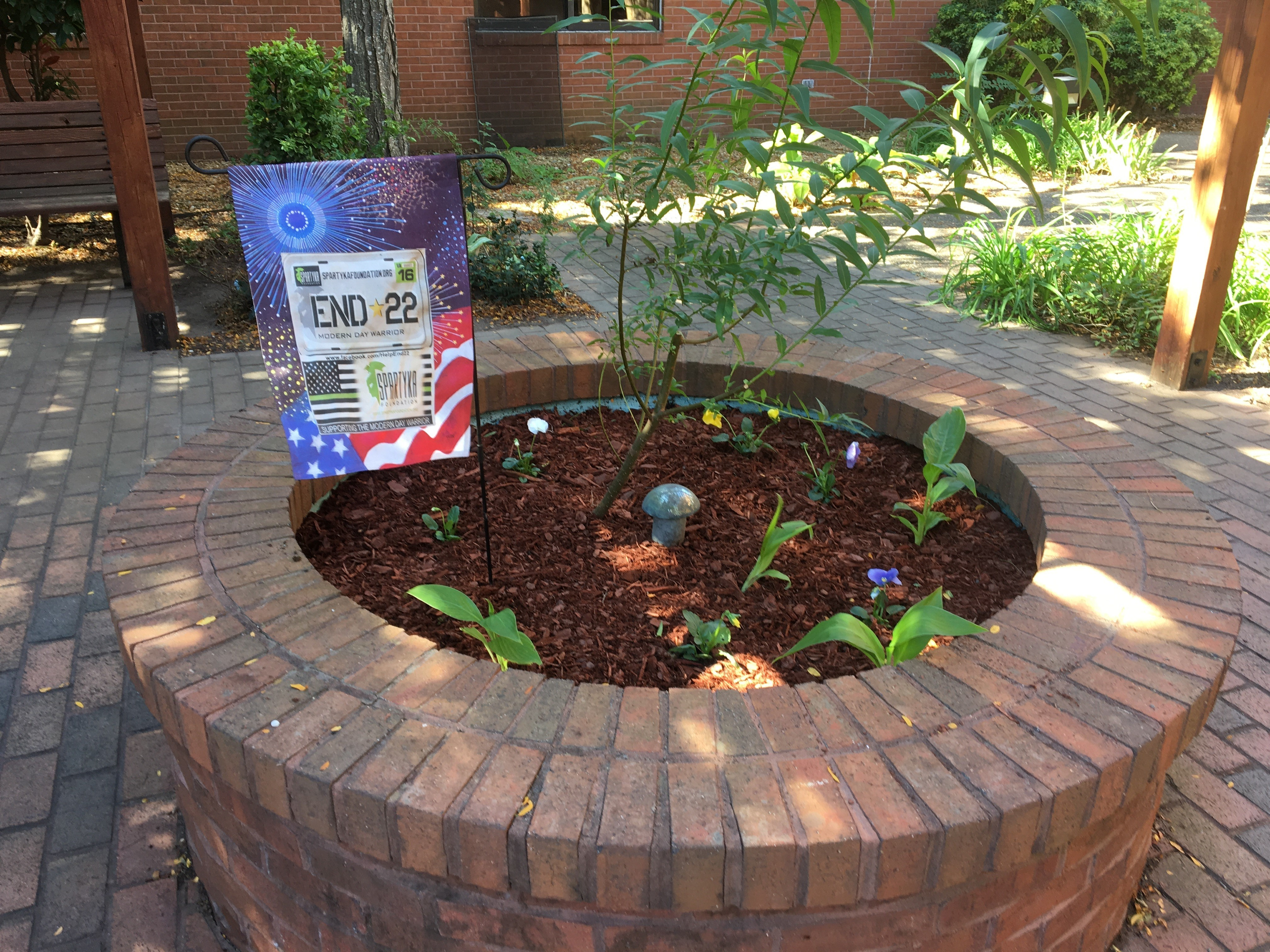
Ein von Veteranen gepflegtes Therapiebeet in Hampton, Virginia

In der Gartentherapie werden pflanzen- und gartenbezogene Aktivitäten und Erlebnisse durch aus- bzw. weitergebildete Fachkräfte eingesetzt, um die mannigfaltigen positiven Wirkungen der Natur therapeutisch zu nutzen. So wird u. a. die Entfaltung der sensorischen Wahrnehmung sowie sozialer Fähigkeiten gefördert.
Das Projekt für Europäische, territoriale Zusammenarbeit ETZ, definiert Gartentherapie wie folgt:

„Gartentherapie ist ein teilnehmerzentrierter Prozess, bei dem ausgebildete ExpertInnen individuelle Ziele definieren und überprüfen und garten- oder pflanzenbezogene Aktivitäten als therapeutische Mittel planen und einsetzen, um gesundheitsrelevante Aspekte der Teilnehmenden zu fördern.“

Definition der Internationalen Gesellschaft GartenTherapie (IGGT)

„Gartentherapie ist eine fachliche Maßnahme, bei welcher pflanzen- und gartenorientierte Aktivitäten und Erlebnisse genutzt werden, um zielgerichtet Interaktionen zwischen Mensch und Umwelt zu initiieren und zu unterstützen, mit dem Ziel der Förderung von Lebensqualität und der Erhaltung und Wiederherstellung funktionaler Gesundheit. Dieses beinhaltet:
• Heilung oder Linderung von Störungen mit Krankheitswert
• Erhaltung und Förderung von selbstbestimmter gesellschaftlicher Teilhabe und Aktivitäten
• Fördernde Einwirkung auf den Lebenshintergrund"“

Die Definition des Vereins Gesellschaft für Gartenbau und Therapie (GGuT) lautet:

„Gartentherapie ist eine aktivierende Therapieform, bei der kranke oder behinderte Menschen von Fachleuten gärtnerisch und therapeutisch begleitet werden, um Schwierigkeiten und Probleme, Wünsche und Ziele durch Gartentätigkeit zu klären und ein eigenständiges Leben zu ermöglichen.“

## Ziele und Inhalte
Häufig wird Gartentherapie im Rahmen der Ergotherapie angewendet, sowohl im psychiatrischen Bereich als auch bei der Behandlung von Störungen des Bewegungsapparates (z. B. als Teil einer Rehabilitation) und zur ergänzenden Behandlung von Suchterkrankungen.
Im Rahmen von Green Care sind Gartentherapie und naturnahe Aktivitäten in einigen Ländern verordnungsfähig, im angelsächsischen Raum nennt man die entsprechenden Rezepte „Green Prescriptions“. Die Verbreitung ärztlicher Verordnungen nahm zu, nachdem empirische Forschung die positive psychophysische Wirkung von Gartentherapie belegen konnte. „Gartentherapie ist … eine Mischung aus Ergo- und Physiotherapie, bei der aber auch soziale, physische und psychische Faktoren beteiligt sind.“

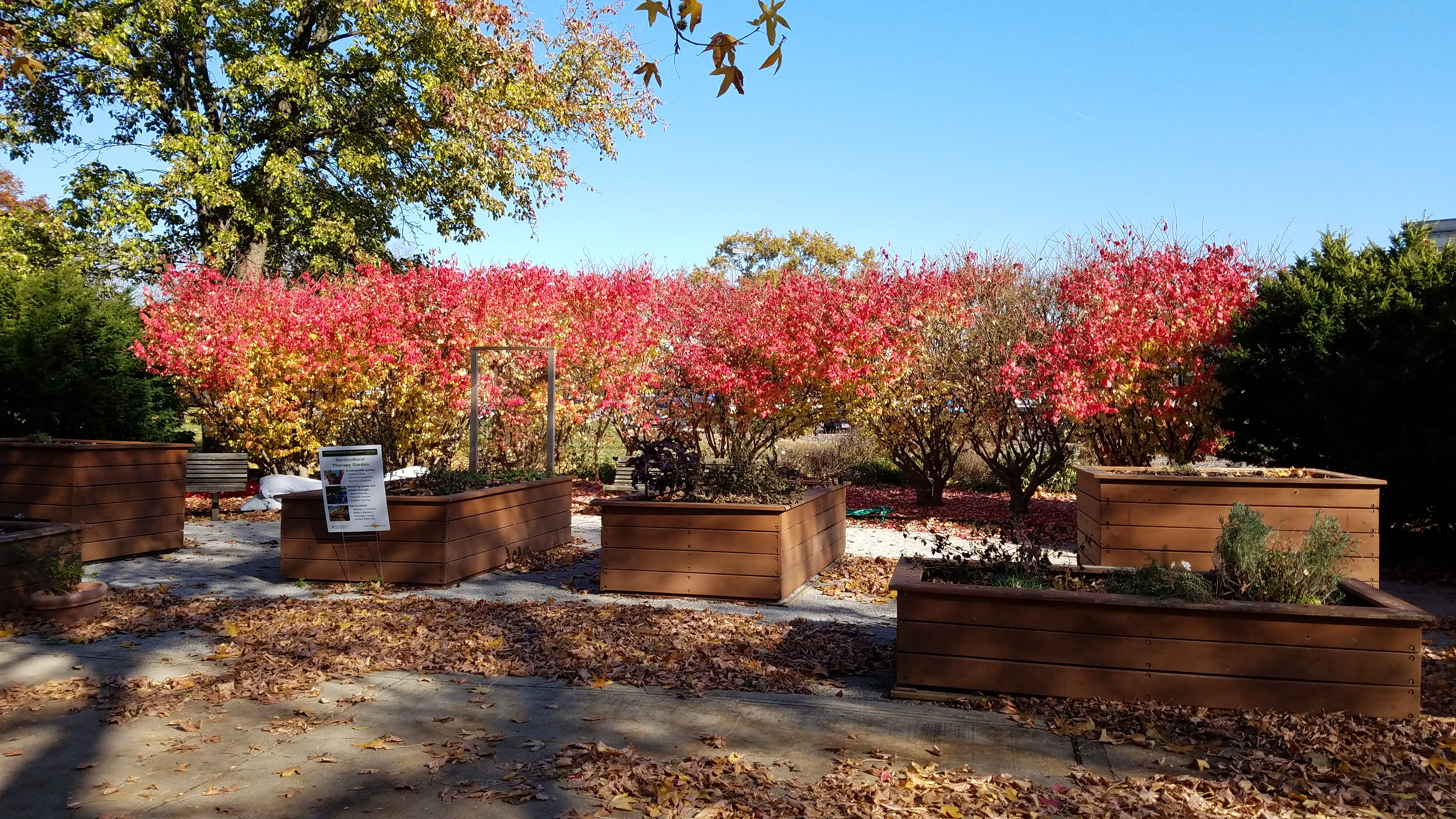
Therapiegarten mit Hochbeeten an der Ohio State University

Mögliche Ziele der gartentherapeutischen Behandlung werden in der Regel individuell auf die Bedürfnisse der jeweiligen Klienten abgestimmt (Auswahl):
- Individuelle Erfolgserlebnisse
- Stärkung der Planungskompetenz und der Orientierung
- Verbesserung der Teamfähigkeit und Zusammenarbeit mit anderen
- Verlangsamung von demenziellen Erkrankungen
- Stärkung physischer und geistiger Leistungsfähigkeit
- Erleben von Selbstwirksamkeit
- Reduktion der Symptome psychisch bedingter Verhaltensstörungen
- Stimmungsaufhellung (u. a. bei Depressionen)

Bei der Umsetzung sollte die anleitende Unterstützung den Klienten möglichst viel Freiraum für eigene Möglichkeiten bieten. Der gärtnerische Erfolg ist zwar nicht unbedeutend, steht aber bei Gartentherapie nicht im Zentrum der therapeutischen Intervention. Entscheidend ist, dass die gestellten Aufgaben von den Klienten zu bewältigen sind und der Ort (je nach Zielgruppe) barrierefrei und gut erreichbar ist. Ergänzend zu externen Therapiegärten gibt es deshalb mittlerweile auch mobile Möglichkeiten, beispielsweise mit speziellen Hochbeeten, die beweglich sind und so bei ungünstigen Witterungsbedingungen auch in überdachte Bereiche verschoben werden können.
Je nachdem welches Krankheitsbild durch Gartentherapie behandelt wird, ist im psychiatrischen Bereich, beispielsweise bei Demenz und Angststörungen, oftmals eine Verringerung oder ein Absetzen von Medikamenten möglich. Nach Angaben des ärztlichen Leiters der Gerontopsychiatrie des Herzberge-Krankenhauses in Berlin-Lichtenberg nahmen Verhaltensauffälligkeiten wie Aggressivität oder Verwirrtheitszustände durch gartentherapeutische Unterstützung erkennbar ab. Patienten mit Depressionen zeigten dagegen vielfach eine deutliche Aufhellung der Stimmung.

## Indikationen
Bei den hier aufgeführten Krankheitsbildern und Zuständen konnte durch Studien belegt werden, dass durch Gartentherapie eine Verbesserung, Linderung oder Verlangsamung der Einschränkungen erzielt werden konnte:
- Erhalt der allgemeinen körperlichen und geistigen Gesundheit und Beweglichkeit[10][11]
- Chronische Schmerzen[12]
- Rehabilitation nach Schlaganfällen[13][14]
- Behandlung psychischer Störungen[15][16]
- Stressreduktion[17]
- Behandlung geriatrischer Patienten[18][19]
  - mit Depressionen[20]
  - mit Demenz[21]

## Vereine und Forschungsgruppen
Die älteste und größte international agierende Organisation zum Thema Gartenbau ist die 1959 in Belgien gegründete International Society for Horticultural Science (ISHS).
Innerhalb der Organisation existiert eine Arbeitsgruppe zum Thema Gartentherapie, die internationale Veranstaltungen wie das International Symposium on Horticultural Therapies: Past, Present and Future (dt. Internationale Gartentherapie-Tagung: Vergangenheit, Gegenwart und Zukunft) organisiert, das 2021 in Taiwan stattfand.

### Europa
- Deutschland: 1989 wurde der Arbeitskreis Gartenbau und Therapie gegründet, aus dem 2001 die Gesellschaft für Gartenbau und Therapie e. V. wurde. Aus dieser Gruppierung entstand 2011 die „Internationale Gesellschaft GartenTherapie“ (IGGT). Der Verein ist beim Amtsgericht Gießen eingetragen und hat sich zum Ziel gesetzt, die weitere Entwicklung der Gartentherapie  im deutschen Sprachraum qualitativ zu begleiten.[24]
- Italien: 2014 wurde die Associazione Italiana Ortoterapia (AssIort) gegründet.[25]
- Frankreich: 2018 wurde die Fédération Française Jardins Nature et Santé. Jardins thérapeutiques, hortithérapie et écothérapie (engl. French Federation Gardens Nature & Health) gegründet.[26]
- Spanien: Asociación Española de Horticultura y Jardinería Social y Terapéutica (engl. Spanish Association in Social and Therapeutic Horticulture) wurde als NPO im Rahmen eines EU-Projektes gegründet.[27]
- Schweiz: Horticultural Therapy Swiss Association[28]
- Schweiz: 2010 wurde die Schweizerische Gesellschaft Gartentherapie (SGGT) gegründet. Seit 2017 heißt sie „Schweizerische Gesellschaft Gartentherapie und Gartenagogik“. Damit wird der Differenzierung zwischen der medizinisch-therapeutischen Gartentherapie und der agogisch ausgerichteten Gartenagogik Rechnung getragen.[29]

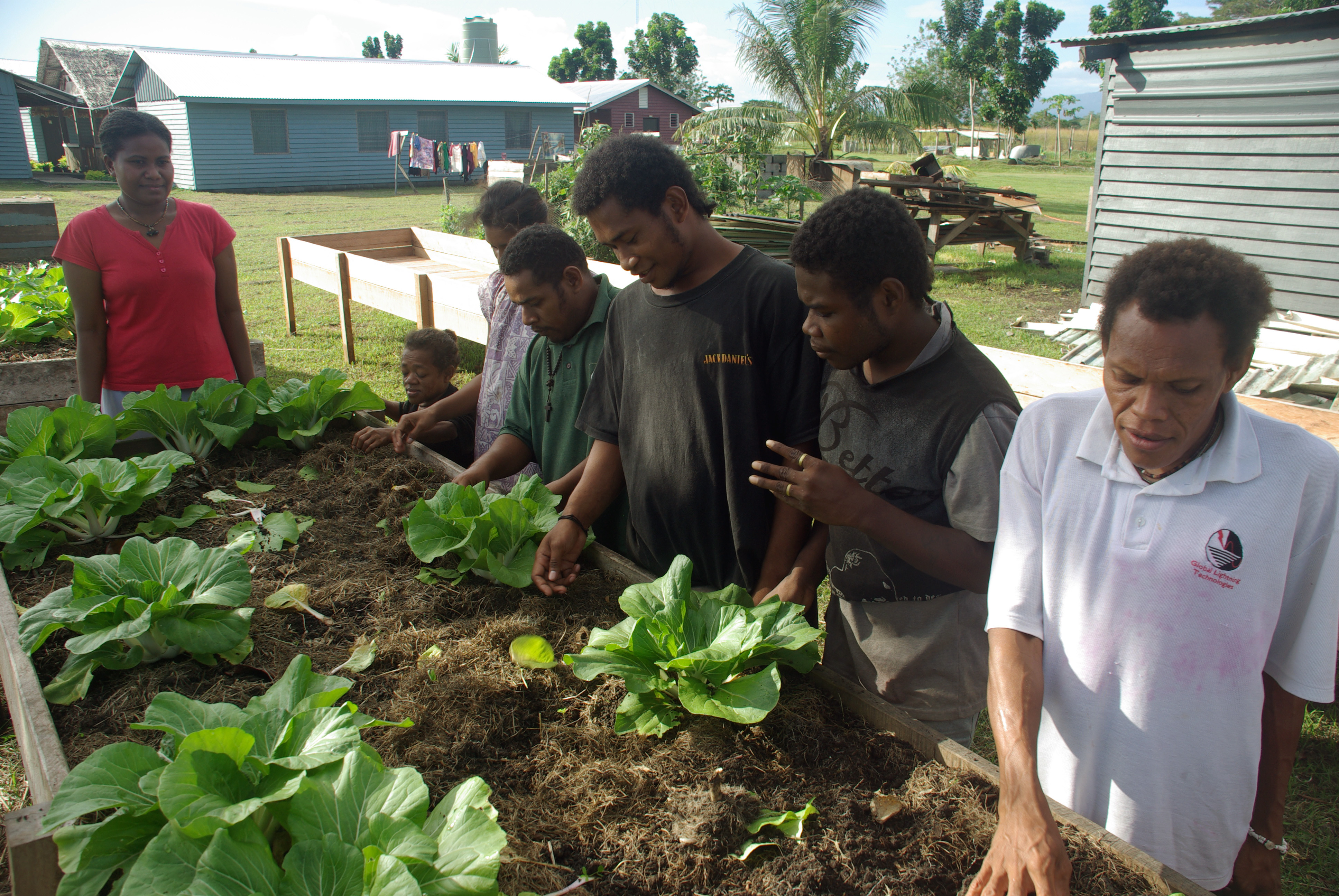
Für therapeutische Zwecke wurden spezielle Hochbeete entworfen, die auch für Menschen im Rollstuhl erreichbar sind

### Englischsprachige Länder
Im englischsprachigen Raum wird Gartentherapie mehrheitlich als Horticultural Therapy bezeichnet und hat eine längere Tradition als in Europa. Es gibt mehrere etablierte Berufs- bzw. Interessenverbande sowie universitäre Studiengänge und Forschungsgruppen:
- USA: American Horticultural Therapy Association (AHTA), 1973 als NPO gegründet[30]
- Kanada:
  - Canadian Horticultural Therapy Association (CHTA), 1987 gegründet[31]
  - Neufundland und Labrador: Rexseach Exchange Group (CHTA), 1987 gegründet[32]
- Australien:
  - Horticultural Therapy Association of Victoria Inc. (HTAV), 1984 gegründet[33]
  - Australian Therapeutic Horticulture (THA)[34]

## Aus- und Weiterbildungen
- Studiengänge im Fachbereich Gartentherapie wurden in den USA bereits seit 1973 mit dem Abschluss B.S. und seit 1975 mit dem Abschluss M.S. an der Kansas State University angeboten, seit 2009 auch online.[35] Nach dem Tod des ersten Professors für Gartentherapie in den USA (Robert Mattson 1942–2014) wurde dieser Studiengang nicht fortgeführt. Inzwischen bieten folgende Universitäten in den USA einen B.A.-Abschluss mit gartentherapeutischem Schwerpunkt an: die Colorado State University, die Delaware Valley University, die University of Florida, die Oregon State University, die Rutgers University, die University of Tennessee und die Temple University.[36]

- Österreich: Die im deutschsprachigen Raum aktuell umfangreichste Weiterbildung im Bereich Gartentherapie bietet die Hochschule für Agrar- und Umweltpädagogik in Wien an. Wer den berufsbegleitenden Kurs (Dauer: vier Semester) erfolgreich abschließt, darf danach den Titel Akademische Expertin bzw. Akademischer Experte für Gartentherapie führen.[37]

- In der Schweiz wird, seit 2013, ein berufsbegleitender, 18-tägiger Zertifikatslehrgang (CAS) in Gartentherapie angeboten[38]

- In Deutschland werden gartentherapeutische Weiterbildungen überwiegend als berufsbegleitende Lehrgänge mit fünf bis zehn mal drei Tagen Modulunterricht für den Preis von 2.000 bis 3.000 Euro angeboten. Bisher gibt es keine universitären Studiengänge oder eine mehrjährige Ausbildung in Vollzeit (Stand: Dez. 2022). Qualifizierte Weiterbildungskurse bieten beispielsweise die Europäische Akademie für biopsychosoziale Gesundheit in Hückeswagen (seit 2010)[39], das Institut für Naturheilkunde Erfurt[40] und das Institut für Garten und Therapie Gärten helfen Leben in Köln[41] an.